# اشتاین (میتلفرانکن)
شهر اشتاین (به آلمانی: Stein) در ایالت بایرن در کشور آلمان واقع شده‌است.